# Турлестрон
Турлестрон (англ. Toorlestraun; ирл. Tuar Loistreáin) — деревня в Ирландии, находится в графстве Слайго (провинция Коннахт).
Покровительница местного прихода — святая Аттракта.